# Riu Bhagirathi
|  | Per a altres significats, vegeu «Bhagirathi-Hoogly». |

El Bhagirathi és un riu de l'estat d'Uttarakhand, Índia, la principal font del Ganges. Es forma a les glaceres Gangotri i Khatling al Garhwal, Himàlaia, antic estat de Tehri Garhwal, a la muntanya Gaumukh de 3.892 metres. Al costat neix el Bhilangna. Té un recorregut de 700 km fins que troba a l'Alaknanda a Devprayag, lloc a partir del qual agafa el nom de Ganges i és considerat sagrat. Els afluents successius són: 
- Kedar Ganga a Gangotri
- Jadh Ganga a Bhaironghati
- Kakora Gad, prop de Harsi.
- Jalandhari Gad, prop d'Harsi
- Siyan Gad, prop de Jhala
- Asi Ganga prop d'Uttarkashi
- Bhilangna, prop de Tehri

## Galeria

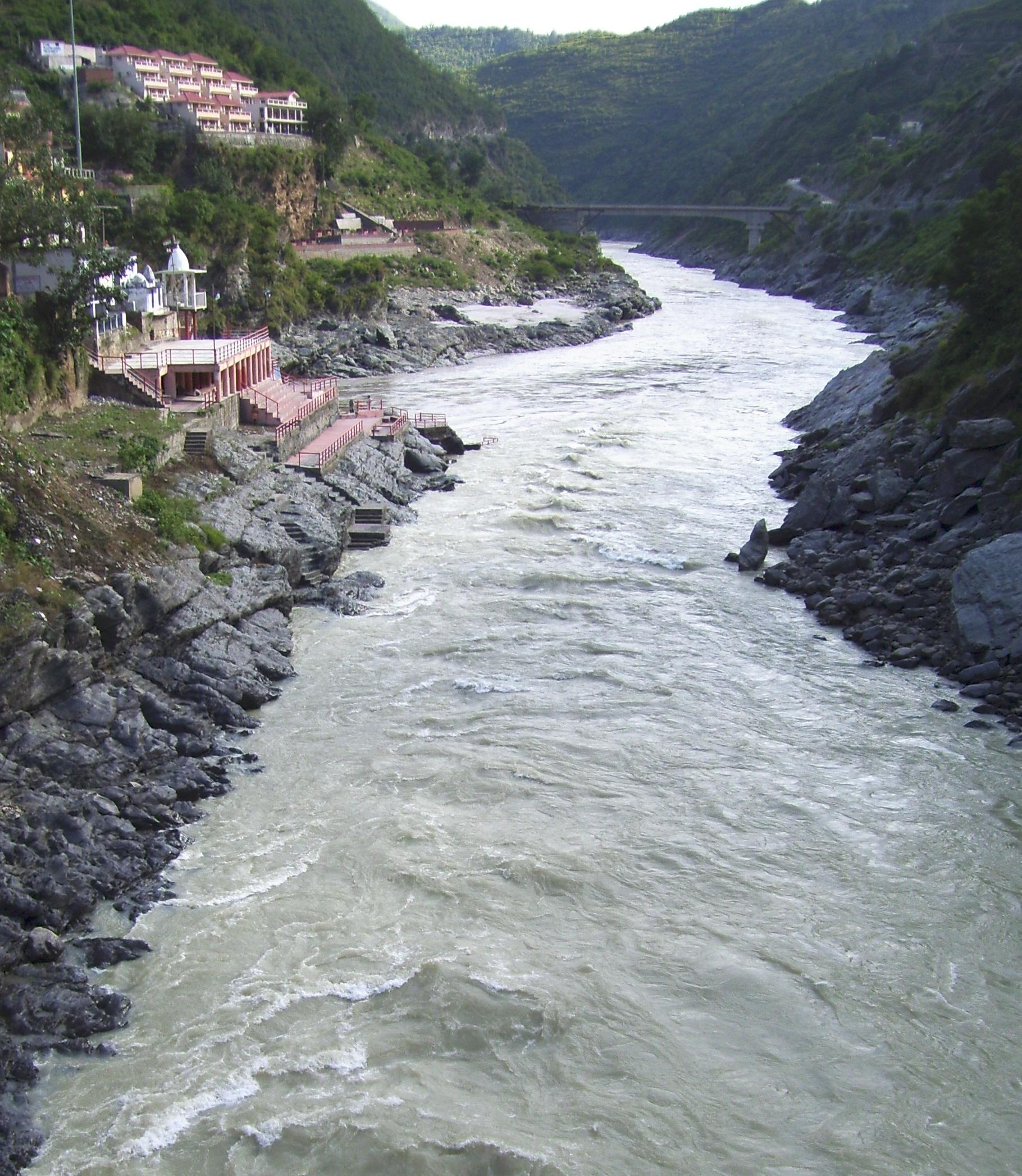
Bhagirathi en camí cap al Alaknanda.
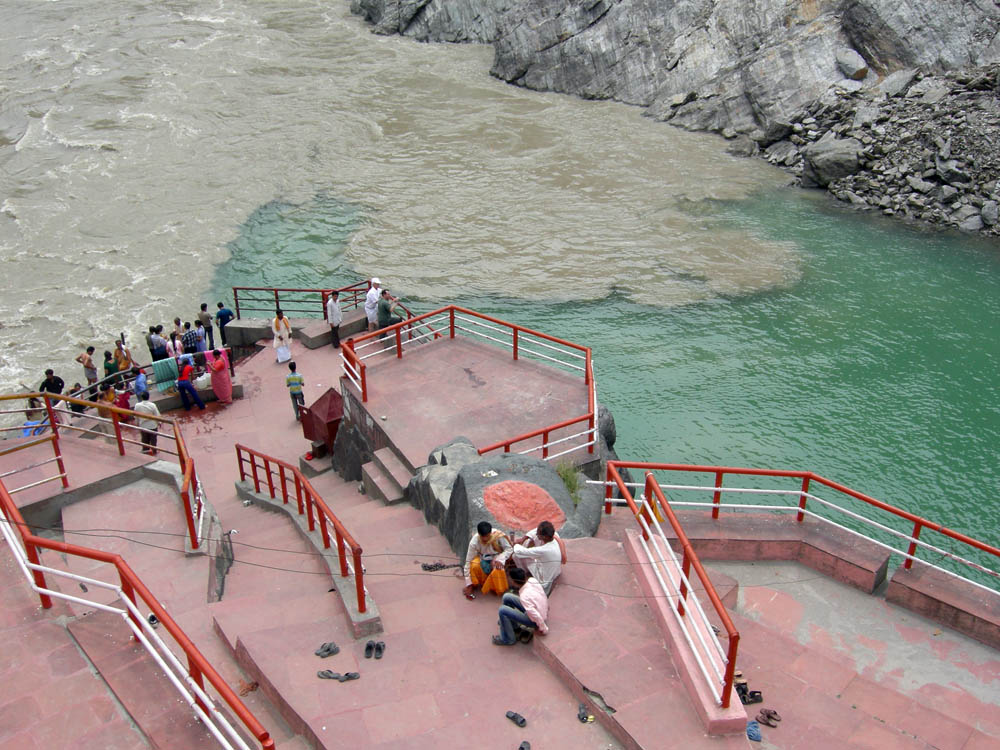
Bhagirathi i Alaknanda.